# درء تعارض العقل والنقل (كتاب)
درء تعارض العقل والنقل أو «موافقة صحيح المنقول لصريح المعقول» أو «الجمع بين العقل والنقل»: هو اسم كتاب يعدُّ من أنفس كتب ابن تيمية، كما صرح بذلك معظم الذين ترجموا له. وموضوعه: كما يدل عنوانه هو دفع التعارض الذي أقامه المتكلمون والفلاسفة بين العقل والنقل -أي الكتاب والسنة-، فيقرر ابن تيمية الأدلة السمعية، ويبرهن على إفادتها القطع واليقين، فيقول: «أما كتابنا هذا فهو في بيان انتفاء المعارض العقلي وإبطال قول من زعم تقديم الأدلة العقلية مطلقاً». فهذا الكتاب يبحث في علم الكلام والعقائد وتوحيد الله، وقد ألفه ابن تيمية لمناقشة الفلاسفة وأهل الكلام والرد على القانون الكلي لفخر الدين الرازي وماتوصل إليه الرازي من تقديم العقل على النقل في حال تعارضهما. ومن أهم المواضيع التي طرحها في كتابه هذا مسألة العلو والجهة، والمعاد، والتنزيه عن الشركاء، وحدوث العالم، والاستواء وغيرها من المواضيع العقدية الحساسة جدًا وهذه طبعة مضبوطة ومخرجة الآيات والأحاديث مع ترجمات لبعض الأعلام.

أخذ الكتاب شهرة واسعة في زمان ابن تيمية وقال عنه تلميذه ابن قيم الجوزية في كتاب (طريق الهجرتين وباب السعادتين): 
| ” | ومن أراد معرفة هذا فليقرأ كتاب شيخنا وهو (بيان موافقة العقل الصريح للنقل الصحيح) فإنه كتاب لم يطرق العالم له نظير في بابه، فإنه هدم فيه قواعد أهل الباطل من أساسها، فخرت عليهم سقوفه من فوقهم، وشيد فيه قواعد أهل السنة والحديث، وأحكمها ورفع أعلامها، وقررها بمجامع الطرق التي تقرر بها الحق من العقل والنقل والفطرة، فجاء كتابا لايستغنى من نصح نفسه من أهل العلم عنه، فجزاه الله عن أهل العلم والإيمان أفضل جزاء، وجزى العلم والإيمان عنه كذلك. | “ |

وقال ابن قيم الجوزية في مدح الكتاب في نُونِيَّتِه:

## وصف هذا الكتاب
في رسالة أرسلها: عبد الله بن حامد-وهو أحد تلاميذ ابن تيمية- إلى ابن قيم الجوزية، يصف فيها فرحته بالعثور على ضالته في كتاب (درء تعارض العقل والنقل) ويستعجل ابن القيم في إرسال نسخة من كتابه (فهرس مؤلفات ابن تيمية)، كتب فيها يقول:

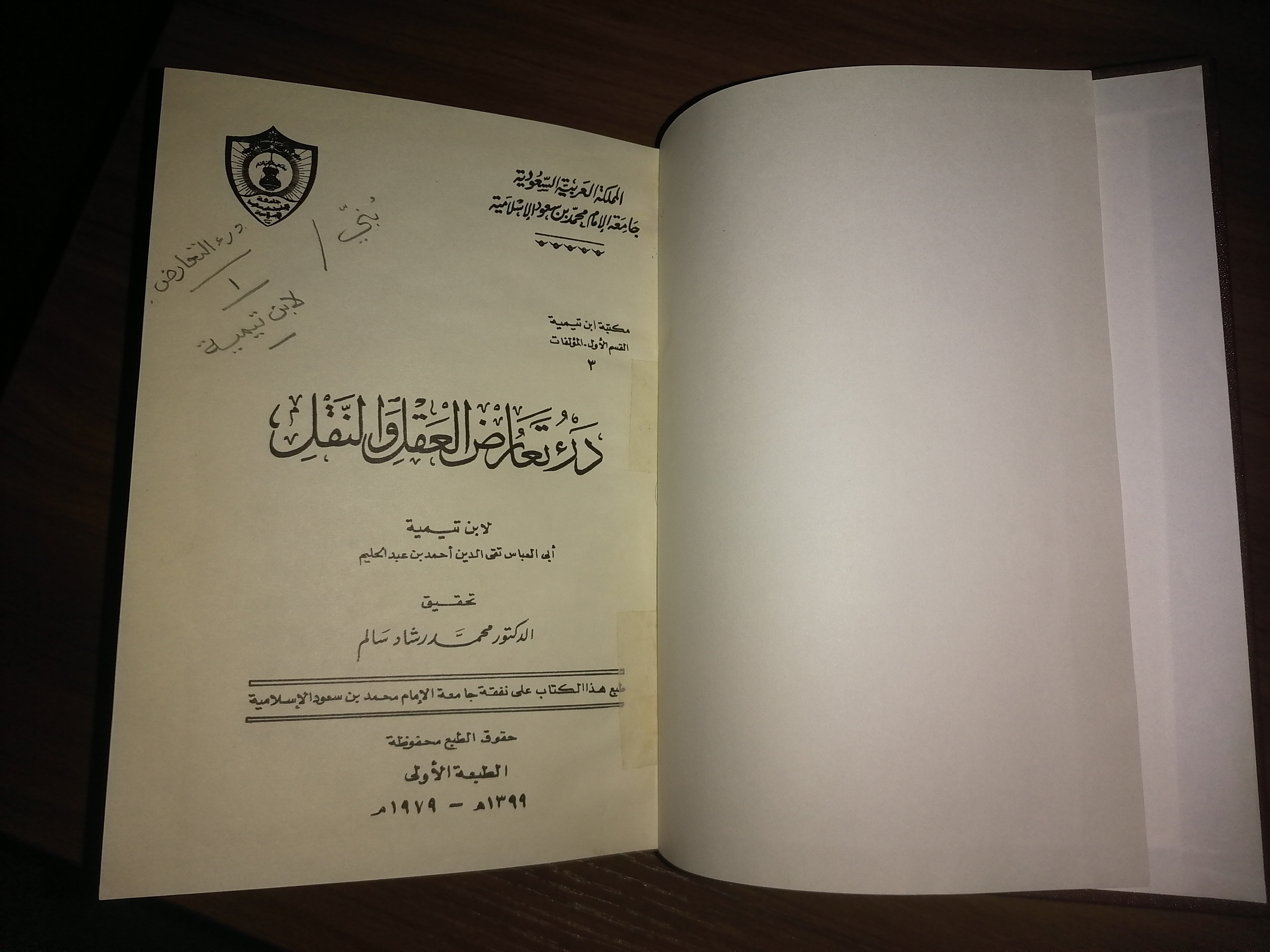
الصفحة الأولى من كتاب درء التعارض طباعة جامعة الإمام محمد بن سعود الإسلامية - الطبعة الأولى، عام 1979 م.

| ” | لمّا اطلعت على مباحثه واستدلالاته التي تزلزل أركان المبطلين، ولا يثبت في ميادينها سفسطة المتفلسفين.... وكنت قبل وقوفي على مباحث إمام الدنيا (ر) قد طالعت مصنفات المتقدمين، ووقفت على مقالات من المتأخرين، من أهل الإسلام، فرأيت منها الزخارف والأباطيل، والشكوكات التي يأنف المسلم الضعيف في الإسلام أن تخطر بباله، فضلا عن القوي في الدين، فكان يتعب قلبي، ويحزنني ما يصير إليه الأعاظم من المقالات السخيفة والآراء الضعيفة، التي لا يعتقد جوازها آحاد الأمة.....ويسوؤني ذلك، وأظل أحزن حزنا لا يعلم كنهه إلا الله، حتى قاسيت من مكابدة هذه الأمور شيئا عظيما، لا أستطيع شرح أيسره. وكنت ألتجئ إلى الله سبحانه وتعالى وأتضرع إليه، وأهرب إلى ظواهر النصوص، وألقى المعقولات المتباينة والتأويلات المصنوعة، فتنبو الفطرة عن قبولها. ثم تشبثت فطرتي بالحق الصريح في أمهات المسائل، غير متجاسرة على التصريح بالمجاهرة.... إلى أن قدر الله سبحانه وقوع مصنف الشيخ الإمام (إمام الدنيا) في يدي، قبيل واقعته الأخيرة بقليل، فوجدت فيه ما بهرني من موافقة فطرتي لما فيه، وعزو الحق إلى أئمة أهل السنة وسالف الأمة، مع مطابقة العقول والنقول، فبهت لذلك سرورا بالحق وفرحا بوجود الضالة التي ليس لفقدها عوض. فصارت محبة هذا الرجل محبة ضرورية، تقصر عن شرح أقلها العبارة ولو أطنبت..... | “ |

## أهمية هذا الكتاب

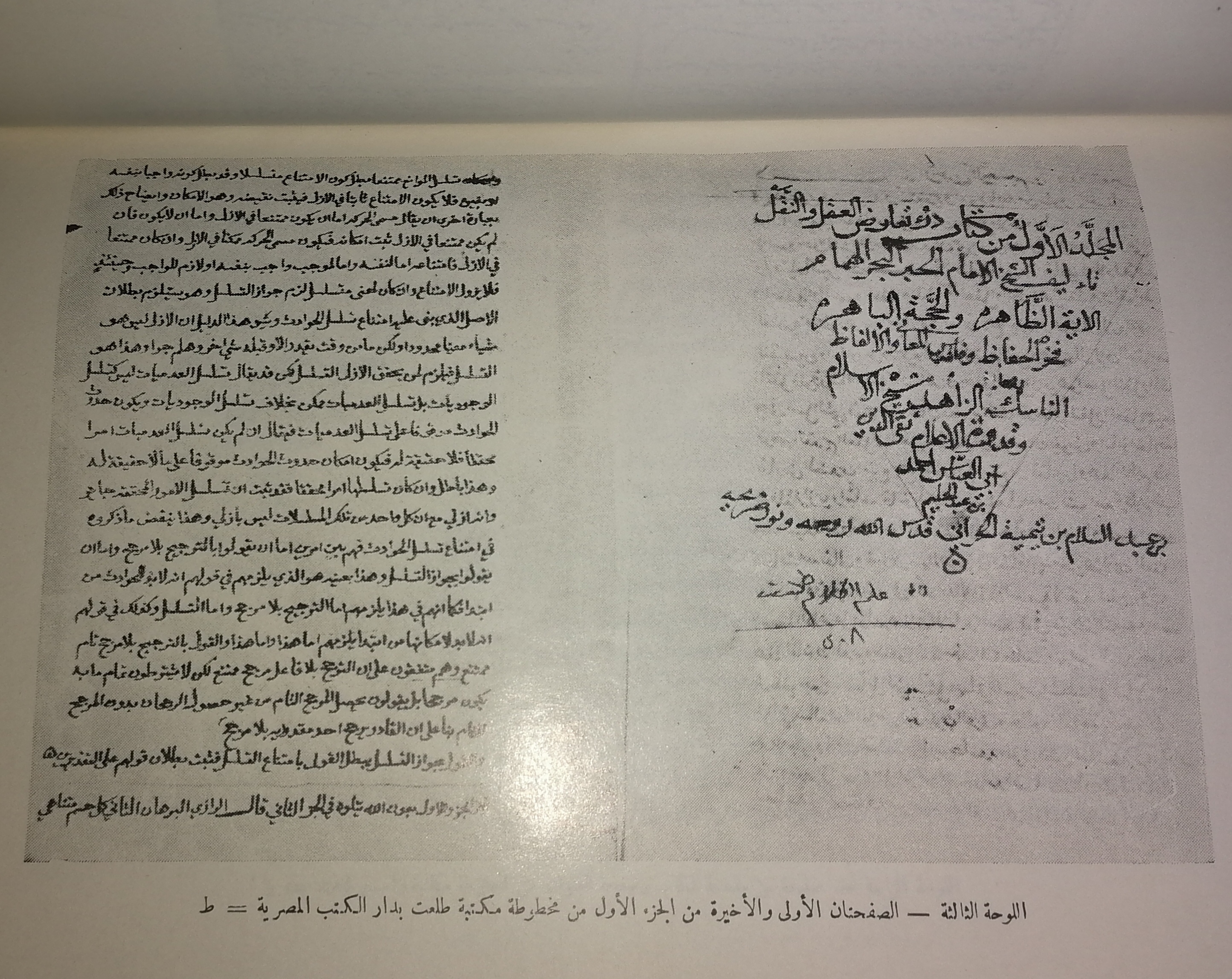
صورة للصفحة الأولى والأخيرة لإحدى مخطوطات درء التعارض: مخطوطة مكتبة طلعت بدار الكتب المصرية.

يعالج هذا الكتاب مشكلة العلاقة بين العقل والشرع، تلك المشكلة التي أرَّقت الكثير من المفكرين قديمًا وحديثًا، وقد كان سبب ظهور هذه المشكلة قديمًا عوامل كثيرة، تتصل بوضع الأمة الإسلامية بين الأمم، ووضعها السياسي والحضاري على خارطة الكرة الأرضية ومدى صلة مثقفيها بأصول حضارتهم أو انقطاعهم عنها، قرأ ابن تيمة هذا كله ووقف إزاءه متسائلاً عن الأسباب الكامنة وراء هذا الزعم القائل بإمكان تعارض العقل والشرع وحددها في أمور:
- ظن بعض المفكرين أن ما عند أرسطو من تصورات عقلية عن الله صحيح لا خطأ فيه.
- الجهل بالميراث النبوي بالكتاب والسنة الصحيحة.
- عدم التفرقة بين العقل القطعي صريح الدلالة، وبين ما يسميه الناس معقولات أو دلالة عقلية.
وقد أخذ المؤلف في مواقفه مع معارضيه بمنهج تحليلي تمثل فيما يلي:
كان يبدأ أولاً بتحديد المصطلح ليعرف ما فيه من معاني ليمكن بعدها أن يقبلها أو يرفضها.
ثم يضع أمامه الأدلة التي ظنها الفلاسفة عقليات للمناقشة والتمحيص.
ثم يوضح لمعارضيه بالأمثلة العقلية أن العقل الصريح لا يتعارض أبداً مع المنقول الصحيح.
وفي النهاية يقول لأصحاب هذه الدعاوي: إنه يمكن للخصوم أن يعارضوا قولكم بمثل حجتكم ولا تملكون دليلًا صحيحاً تردون به صولتهم عليكم.

## منهج ابن تيمية في إثبات وجود الله
سلك ابن تيمية في الاستدلال على وجود الله اتجاهين، كلاهما يمكن الاستدلال به على وجود الصانع:
- الموقف الذاتي:
  - الاتجاه الأول: وهو لجوء المرء إلى الفطرة السليمة التي هي مضطرة بطبعها إلى الإقرار بوجود الرب الخالق، وذلك لما تحتاجه النفوس من لجوئها إلى قوة عليا تستنقذ بها عند حلول المصائب.
  - الاتجاه الثاني: وقد يطرأ على بعض الناس من يفسد فطرته فيحتاجون في ذلك إلى ما ينير لهم السبيل، ويوضح لهم الطريق كالتعليم مثلًا، ولذلك بعث الله الرسل وأنزل الكتب.
  - الاتجاه الثالث: أنّ في النفوس قوة لطلب الحق وترجيحه على غيره ومن هنا نفهم من أسلوب القرآن في الاستدلال على وجود الله، جاء في صورة التذكير والتنبيه.
  - الاتجاه الرابع: تجد أنه في كل نفس ما يدفعها إلى قبول الحق ورفض الباطل مما يعرض لها من خارج ذاتها وفي هذا دليل على أن فطرة الإنسان مركوزة على الاعتراف بالحق.
  - الاتجاه الخامس: إنّ كل نفس إذا لم يعرض لها مصلح ولا مفسد من خارج ذاتها فإننا نجدها تطلب ما ينفعها وتحاول أن تدفع عنها ما يضرها.
  - الاتجاه السادس: إنه لا يمكن للنفس أن تكون خالية من الشعور بخالقها وعن الإحساس بوجوده وذلك لأن النفس لابد أن تكون مريدة وشاعرة.
- الموقف الخارجي:
ويقسم ابن تيمية هذه الأدلة إلى نوعين: أقيسة وآيات.
  - الأقيسة:
وهي لا تدل إلا على معنىً غير متعين، فإذا قيل: هذه مُحدَث، فلا بد له من مُحدِث. أو كل ممكن لا بد له من واجب فإن النتيجة التي تؤدي إليها مقدمات هذا القياس هي إثبات واجب قديم. ولكنها لا تدل على عينه.
  - آيات:
وفي معرض الاستدلال بالآيات على وجود الله، نجد القرآن يضع أمام الإنسان أكثر هذه الآيات دلالة، وأظهرها وضوحاً في الاستدلال وهي آية الخلق من العدم. قال تعالى: ﴿اقْرَأْ بِاسْمِ رَبِّكَ الَّذِي خَلَقَ ۝١ خَلَقَ الْإِنْسَانَ مِنْ عَلَقٍ ۝٢﴾ [العلق:1–2].

*طرق معرفة الله:
قال ابن تيمية: «ولما كانت طرق معرفة الله كثيرة ومتنوعة، صار كل طائفة من النظار تسلك طريقًا إلى إثبات معرفته، ويظن أنه لا طريقة إلا تلك. وهذا غلط محض، وهو قول بلا علم فإنه من أين للإنسان أن يقول أنه لا يمكن المعرفة إلا من بهذا الطريق؟ فإن هذا نفي عام لا يُعلم بالضرورة، فلا بد من دليل يدل عليه، وليس مع النافي دليل يدل عليه، بل الموجود يدل على أن للمعرفة طرقًا أخرى، وأن غالب العارفين بالله من الأنبياء وغير الأنبياء، بل وعموم الخلق، عرفوه بدون تلك الطريقة المعينة».